# Alfred von Fabrice

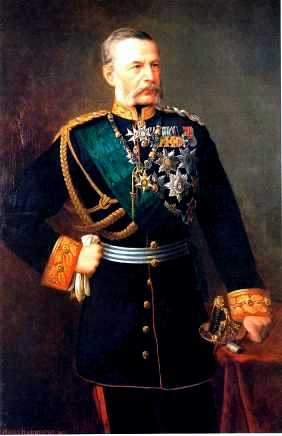
Alfred von Fabrice.

Georg Friedrich Alfred von Fabrice, född 23 maj 1818 Quesnoy-sur-Deûle vid Lille, död 25 mars 1891 i Dresden, var en sachsisk greve, general och politiker.
Fabrice ingick 1834 vid kavalleriet och blev 1863 överste, 1864 generalstabschef vid tyska exekutionshären i Holstein samt 1865 generalmajor. Han var under tyska enhetskriget 1866 chef för den sachsiska arméns generalstab och blev samma år, efter krigets slut, generallöjtnant och krigsminister samt genomförde sachsiska härens ombildning till tolfte armékåren i Nordtyska förbundets här. 
Vid utbrottet av fransk-tyska kriget 1870 blev Fabrice generalguvernör över 12:e armékårsdistriktet och utnämndes 1871 till tysk generalguvernör i Versailles. Samma år, efter freden, utnämndes han till högste befälhavare över de tyska ockupationstrupper, som tills vidare kvarlämnades i Frankrike, men återtog i mitten av året sin befattning som sachsisk krigsminister, blev 1872 general av kavalleriet och 1876 konseljpresident med bibehållande av krigsportföljen. År 1882 övertog han ledningen även av utrikesärendena. Han blev friherre 1878 och greve 1884.